# Ćosine Laze
Ćosine Laze is een plaats in de gemeente Požega in de Kroatische provincie Požega-Slavonië. De plaats telt 27 inwoners (2001).